# 愛迪生 (加利福尼亞州)
愛迪生（英語：Edison）是位於美國加利福尼亞州克恩縣的一個非建制地區。該地的面積和人口皆未知。

## 地理
愛迪生的座標為35°20′51″N 118°52′18″W / 35.34750°N 118.87167°W，而該地的平均海拔高度為173米（即568英尺）。